# Adolf Küntzel (Chemiker)
Adolf Küntzel (* 4. Dezember 1898 in Breslau; † 20. Februar 1988) war ein deutscher Chemiker und Hochschullehrer für Gerbereichemie.

## Leben
Adolf Küntzel wurde Ende 1898 in Breslau als Sohn des Pfarrers Felix Küntzel (geboren 1850 in Brieg) und dessen Ehefrau Louise Scholz geboren. Nach der Reifeprüfung studierte er ab 1919 Biologie und Chemie in Bonn und Marburg und Botanik und Zoologie in Breslau und Marburg. Bereits zum 1. Dezember 1922 wechselte er als Assistent von Edmund Stiasny an das Institut für Gerbereichemie der TH Darmstadt. Er wurde wenige Monate später im Januar 1923 in Marburg promoviert. 
Küntzel unterstützte den Institutsdirektor Stiasny beim Aufbau des erst im April 1920 gegründeten Instituts für Gerbereichemie, das mit Mitteln aus der Industrie, die durch die Vereinigung von Freunden der Technischen Universität zu Darmstadt akquiriert wurden, eingerichtet wurde. Ein Neubau, erbaut nach Plänen von Heinrich Walbe, entstand 1922/23 in der Schlossgartenstrasse. Nebenan wurde zudem eine Versuchsgerberei gebaut. Das neue Institut war sehr erfolgreich und zog zahlreiche Studierende und Promovenden aus ganz Europa nach Darmstadt. Von 1920 bis 1933 entstanden am Institut über 100 Publikationen. 
1929 habilitierte sich Küntzel mit der Habilitationsschrift „Untersuchungen über die Quellung der Gelatine in wässrigen Lösungen von Säuren, Basen und Salzen und deren Gemische“. Er wurde daraufhin Privatdozent für Gerbereichemie und Kolloid-Chemie.
Küntzel setzte sich 1933 für einen Verbleib von Stiasny an der TH Darmstadt ein, der im April 1933 um seine vorzeitige Entlassung ersucht hatte. Die Bemühungen bleiben jedoch erfolglos.
Küntzel leitete das Institut daraufhin kommissarisch. Obwohl kein Mitglied der NSDAP oder einer seiner Gliederungen, erhielt er als anerkannter Experte der Gerbereichemie im April 1936 eine außerordentliche Professur für Gerbereichemie und Kolloid-Chemie und die Leitung des Instituts übertragen. 
Im Verein Deutscher Chemiker wirkte er in dem Unterausschuss für Lederersatz ab 1936 mit. Er setzte das Standardwerk seines Mentors Stiasny fort und brachte mehrere Auflagen des 1929 erstmals erschienen Gerbereichemischen Taschenbuchs heraus.
Küntzel gehörte zu den Darmstädter Professoren, die von der Entnazifizierung nicht betroffen waren. Er konnte seine wissenschaftliche Tätigkeit ohne größere Unterbrechung fortsetzen. Nach dem Zweiten Weltkrieg gründete er die Zeitschrift Leder.
Von 1961 bis 1963 war er Dekan der Fakultät Chemie, Biologie, Geologie und Mineralogie der TH Darmstadt. 1964/65 war er Rektor der Hochschule. Zum 31. März 1967 wurde er emeritiert.
Adolf Küntzel starb 1988 im Alter von fast 90 Jahren. Er war seit 1924 mit Erika Berg verheiratet.

## Ehrungen
- 1964: Ehrenmitglied der Vereinigung Österreichischer Ledertechniker (VÖLT).
- 1965: Stiasny-Medaille des Vereins für Gerberei-Chemie und -Technik (VGCT).

## Veröffentlichungen
- Untersuchungen über die Quellung der Gelatine in wässrigen Lösungen von Säuren, Basen und Salzen und deren Gemische, Habilitationsschrift, Darmstadt 1929.
- Das Institut für Gerberchemie. In: Hundert Jahre Technische Hochschule Darmstadt. Die Technische Hochschule Darmstadt 1836–1936, Darmstadt 1936, S. 179–183.
- Gerbereichemisches Taschenbuch, 6. Auflage 1955, Dresden